# Bago (Negros Occidental)
Bago City is een stad in de Filipijnse provincie Negros Occidental. Bij de laatste census in 2007 had de stad bijna 160 duizend inwoners.

## Geografie

### Bestuurlijke indeling
Bago City is onderverdeeld in de volgende 24 barangays:
| - Abuanan - Alianza - Atipuluan - Bacong-Montilla - Bagroy - Balingasag - Binubuhan - Busay - Calumangan - Caridad - Dulao - Ilijan | - Lag-Asan - Ma-ao Barrio - Jorge L. Araneta - Mailum - Malingin - Napoles - Pacol - Poblacion - Sagasa - Tabunan - Taloc - Sampinit |

## Demografie
Bago City had bij de census van 2007 een inwoneraantal van 159.933 mensen. Dit zijn 18.212 mensen (12,9%) meer dan bij de vorige census van 2000. De gemiddelde jaarlijkse groei komt daarmee uit op 1,68%, hetgeen lager is dan het landelijk jaarlijks gemiddelde over deze periode (2,04%). Vergeleken met de census van 1995 is het aantal mensen met 27.595 (20,9%) toegenomen.

## Geboren
- José Yulo (24 september 1894), advocaat, rechter en politicus
- Mansueto Velasco (26 juni 1972), bokser
- Roel Velasco (26 juni 1972), bokser

Bacolod · Bago · Binalbagan · Cadiz · Calatrava · Candoni · Cauayan · Enrique B. Magalona · Escalante · Himamaylan · Hinigaran · Hinoba-an · Ilog · Isabela · Kabankalan · La Carlota · La Castellana · Manapla · Moises Padilla · Murcia · Pontevedra · Pulupandan · Sagay · Salvador Benedicto · San Carlos · San Enrique · Silay · Sipalay · Talisay · Toboso · Valladolid · Victorias